# Marco van Duin
Marco Rudolf van Duin (Warmenhuizen, 11 februari 1987) is een Nederlandse voormalig voetballer die als doelman speelde. Nadien werd hij keeperstrainer.

## Clubcarrière
Van Duin speelde hij in de jeugd voor Vios-W en vanaf 1997 voor Ajax waar hij in 2006 als vierde (later derde) doelman bij de selectie zat. Hij was actief als eerste doelman voor HFC Haarlem. Na het faillissement van Haarlem speelde hij op amateurbasis voor FC Volendam. In de zomer van 2010 ging hij naar N.E.C.. In 2012 kwam hij uit voor Sparta Rotterdam. Alleen bij Haarlem kwam hij tot speelminuten.

### Almere City
Zijn tweede succesvolle periode als doelman volgde in Flevoland. In juni 2013 maakt hij de overstap naar Almere City FC. Daar was hij twee seizoenen basiskeeper en speelde hij 52 wedstrijden, alvorens hij transfervrij weg mocht.

### N.E.C.
In 2015 keerde hij terug bij N.E.C. waar hij een contract voor twee seizoenen ondertekende als derde doelman en als keeperstrainer in de Voetbal Academie N.E.C./FC Oss. Door het uitvallen van Joshua Smits en Hannes Halldorsson en het vertrek van vierde keeper Benjamin Kirsten mocht Van Duin zijn debuut maken in de Eredivisie en voor N.E.C.. Dat deed hij op 6 december 2015, in de met 2-2 gelijk gespeelde wedstrijd tegen PEC Zwolle. Ook keepte hij de wedstrijden tegen SC Cambuur (3-1 verlies) en Feyenoord (3-1 winst). In de winterstop haalde N.E.C. met Brad Jones een nieuwe eerste keeper, waardoor zijn tijd als basiskeeper er op zat. Op 30 maart 2017 werd bekend dat Van Duin tot de zomer van 2018 had bijgetekend. Op 28 mei 2017 degradeerde hij met N.E.C. naar de Eerste divisie.

### FC Groningen
Medio 2019 liep zijn contract in Nijmegen af. Van Duin ondertekende op 5 juli na een succesvolle stage een eenjarig contract bij FC Groningen. In 2020 beëindigde hij zijn spelersloopbaan en werd keeperstrainer bij N.E.C.. In 2025 werd hij keepertrainer bij Fortuna Sittard.

## Clubstatistieken
| Seizoen | Club             | Competitie     | Competitie | Competitie | Beker | Beker | Overig | Overig | Totaal | Totaal |
| Seizoen | Club             | Competitie     | Wed.       | Dlp.       | Wed.  | Dlp.  | Wed.   | Dlp.   | Wed.   | Dlp.   |
| ------- | ---------------- | -------------- | ---------- | ---------- | ----- | ----- | ------ | ------ | ------ | ------ |
| 2008/09 | HFC Haarlem      | Eerste Divisie | 14         | 0          | 0     | 0     | –      | –      | 14     | 0      |
| 2009/10 | HFC Haarlem      | Eerste Divisie | 18         | 0          | 1     | 0     | –      | –      | 19     | 0      |
| 2009/10 | FC Volendam      | Eerste Divisie | 0          | 0          | 0     | 0     | –      | –      | 0      | 0      |
| 2010/11 | N.E.C.           | Eredivisie     | 0          | 0          | 0     | 0     | –      | –      | 0      | 0      |
| 2011/12 | N.E.C.           | Eredivisie     | 0          | 0          | 0     | 0     | –      | –      | 0      | 0      |
| 2012/13 | Sparta Rotterdam | Eredivisie     | 0          | 0          | 0     | 0     | –      | –      | 0      | 0      |
| 2013/14 | Almere City      | Eerste Divisie | 35         | 0          | 1     | 0     | –      | –      | 36     | 0      |
| 2014/15 | Almere City      | Eerste Divisie | 17         | 0          | 0     | 0     | –      | –      | 17     | 0      |
| 2015/16 | N.E.C.           | Eredivisie     | 3          | 0          | 1     | 0     | –      | –      | 4      | 0      |
| 2016/17 | N.E.C.           | Eredivisie     | 0          | 0          | 0     | 0     | –      | –      | 0      | 0      |
| 2017/18 | N.E.C.           | Eerste Divisie | 0          | 0          | 0     | 0     | 2      | 0      | 2      | 0      |
| 2018/19 | N.E.C.           | Eerste Divisie | 12         | 0          | 1     | 0     | –      | –      | 13     | 0      |
| 2019/20 | FC Groningen     | Eredivisie     | 0          | 0          | 0     | 0     | –      | –      | 0      | 0      |
| Totaal  | Totaal           | Totaal         | 99         | 0          | 4     | 0     | 2      | 0      | 105    | 0      |

Bijgewerkt tot en met 22 juni 2020
1 Koopmans ·
4 Adewoye ·
6 Van Ottele ·
7 Peterson ·
8 Dahlhaus ·
9 Sierhuis ·
10 Halilović ·
11 Aïko ·
12 Pinto  ·
17 Lonwijk ·
18 Limnios ·
19 Gladon ·
20 Michut ·
21 Kerkez ·
22 Bastien ·
23 Brittijn ·
24 Sinkgraven ·
25 Martens ·
28 Hubner ·
31 Branderhorst ·
36 Korkmazyürek ·
37 Bisschops ·
38 Schenkhuizen ·
43 Broekmans ·
44 Márquez ·
45 Johnson ·
46 Gbemou ·
71 Bayram ·
77 Tunjić ·
80 Fosso ·
85 Embaló ·
Mendes ·
Coach: Buijs
· Assistent-trainer: Boessen
· Keeperstrainer: Van Duin